# VfB 03 Hilden
VfB 03 Hilden is een Duitse voetbalclub uit Hilden, Noordrijn-Westfalen.

## Geschiedenis
De club werd opgericht op 1 januari 1903 als FC Hilden 03. De club was aangesloten bij de West-Duitse voetbalbond en speelde vanaf 1906 in de Bergse competitie en vanaf 1911 in de Zuidrijnse competitie. In 1918 fuseerde de club met FC Germania 05 en nam zo de naam VfB 03 Hilden aan. 
Eind jaren dertig speelde de club enkele seizoenen in de Gauliga Niederrhein.
In 2013 promoveerde de club naar de Oberliga Niederrhein.